# Улица Зирню (Рига)
Улица Зи́рню (латыш. Zirņu iela) — улица в Риге, в Видземском предместье, в исторических районах Скансте и Браса. Начинается от улицы Сканстес, ведёт в юго-восточном направлении до перекрёстка с улицей Миера, продолжаясь далее как улица Сенчу.
Длина улицы — 787 метров. На всём протяжении заасфальтирована. Движение по улице двустороннее, по две полосы в каждом направлении. По улице проходит маршрут автобуса № 49.

## История
Улица Зирню впервые встречается в рижских адресных книгах в 1861 году под своим нынешним названием (рус. Гороховая улица, нем. Erbsenstrasse), которое никогда не изменялось. Первоначально это был короткий проезд между нынешними улицами Миера и Хоспиталю, который в начале XX века продлили до современной улицы Кришьяня Валдемара. Большое транспортное значение приобрела в 1970-е годы, когда была расширена и продлена до улицы Сканстес.
Застроена преимущественно современными зданиями. От исторической застройки улицы сохранился дом № 7, в котором в межвоенное время проживал ряд высокопоставленных чиновников Латвийской Республики.

## Прилегающие улицы
Улица Зирню пересекается со следующими улицами:
- Улица Сканстес
- Улица Весетас
- Улица Кришьяня Валдемара
- Улица Хоспиталю
- Улица Миера